# Motilla del Azuer

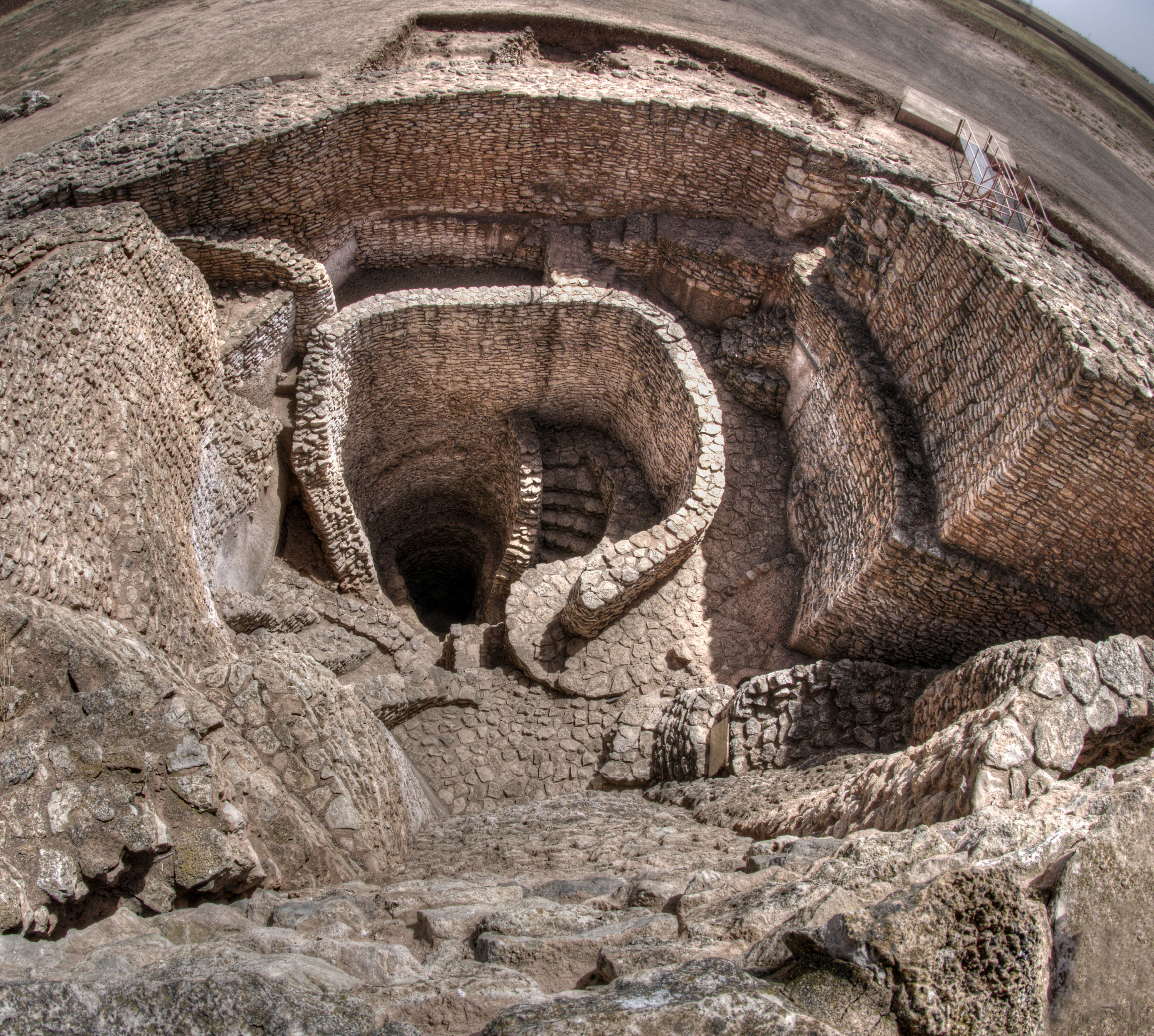
Motilla del Azuer

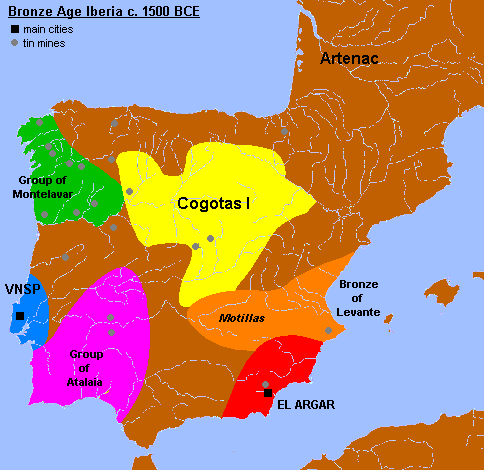
Iberische Bronzezeit

Die Motilla del Azuer ist ein bei Daimiel in Kastilien-La Mancha entstandener nuraghenähnlicher steinerner Turmkomplex aus der Bronzezeit in Spanien.
Motillas (in der Ebene), Morras oder Castillejos (in der Bergregion) werden in Kastilien-La Mancha prähistorische archäologische Überreste genannt, die mit einer Kultur im Zentrum der Iberischen Halbinsel und der spanischen Levante verbunden sind. Die so genannte Motilla-Kultur mit auffallenden Ähnlichkeiten zur südlicheren El-Argar-Kultur datiert zwischen 1700 und 1300 v. Chr. Auf der La Mancha-Ebene gab es im Südteil zwischen 2200 und 1500 v. Chr. fast 20 solcher Strukturen und auf den Hügeln im Norden weitere befestigte Siedlungen. Ihre Höhe beträgt in der Regel zwischen vier und fünf Metern und die Motillas liegen vier oder fünf Kilometer voneinander entfernt.

## Beschreibung
Die Motilla del Azuer ist eine runde Struktur von etwa 50 m Durchmesser, die in Tholostechnik erstellt wurde. Sie besteht aus einem doppelten dünnwandigem zentralen Turm und einem großen Innenhof. Die Mauern haben ein grobes Aussehen. Es gab wenig geglättete Steine. Funktionalität scheint das Anliegen der Erbauer gewesen zu sein. Die Außenmauern sind nach innen geneigt. Sie wurden in Kraggewölbetechnik errichtet, einer Technologie der Los-Millares-Kultur und der El-Argar-Kultur.
Die Anlage war für eine autarke Gemeinschaft mit Wohnungen und seltsamerweise auch mit einer Nekropole errichtet. Im Hof befindet sich ein 16 m tiefer Brunnen mit einer Quelle. Kammern dienten der Verarbeitung und Lagerung von Getreide, der Herstellung von Keramik und als Ställe für Schafe, Ziegen und Schweine. Gewölbte runde und ovale Öfen aus Stein und Lehm dienten zum Kochen. Die primäre Komponente aller Motillas ist der zentrale Turm. Die Struktur hat an der Basis 10 bis 11 m Durchmesser und zwei innere Kammern auf der unteren Ebene. Die oberen Stockwerke existieren nicht mehr, aber schmale Rampen führten nach oben. Alle Türme standen in der La-Mancha-Ebene im Abstand von vier oder fünf Kilometern und in Sichtverbindung miteinander. Daraus kann man ableiten, allerdings nicht belegen, dass sie Beobachtungs- und Signaltürme waren, die eventuell ein Frühwarnsystem auf der Ebene bildeten. 

## Analogien
Dies ist eine ähnliche Primärstruktur wie die der etwa zeitgleichen Nuraghen auf Sardinien. Es gibt im westlichen Mittelmeer ab der Zeit, in der die Motilla del Azuer aufgegeben wurde, weitere Strukturen im Turmformat. Im Süden Korsikas entstand zeitgleich mit der Nuraghen- die Torre-Kultur, auf den Balearen (allerdings später) die Talayot-Kultur. Aber auch schottische Brochs sind von ähnlicher Bauweise.